# Relations entre l'Afghanistan et l'Iran
Les relations entre l'Afghanistan et l'Iran sont établies en 1935 sous le règne de Mohammad Zaher Shah de la dynastie Pahlavi perse. 

## Histoire des relations afghano-iraniennes
Les deux pays ont hérité d'une culture, d'une histoire et d'une langue communes. Malgré cela, elles se sont dégradées depuis 1978 en raison des conflits internes qui touchent l'Afghanistan. 
Jusqu'en 2001, les tensions restent fortes entre les deux pays, notamment du fait du traitement réservé à la minorité chiite par les Talibans, les Iraniens préférant soutenir ainsi l'Alliance du Nord. En 1998, lors de la prise de Mazâr-e Charîf par les Talibans, dix diplomates et un journaliste iraniens sont exécutés par des membres du Sipah-e Sahaba,. À la suite de cet incident, l'Iran aurait envisagé d'intervenir dans le pays pour y faire tomber le régime taliban mais le Conseil de sécurité des Nations unies et les États-Unis s'opposèrent à une telle invasion.
En 2001, à la suite de l'invasion de l'Afghanistan par les Occidentaux et la chute du gouvernement taliban, les relations bilatérales se sont améliorées. En 2008, selon la Chambre du commerce et de l'industrie afghane, le montant des exportations iraniennes vers l'Afghanistan était de 800 millions de dollars. L'Iran a importé pour sa part de 4 millions de dollars de fruits, de minéraux, de pièces précieuses et d'épices en provenance d'Afghanistan. L'OTAN accuse en revanche l'Iran de soutenir l'insurrection talibane, ce que récuse l'Iran,.